# Амир Ор
Амир Ор (Тел Авив, 1. јул 1956) израелски је писац, песник, преводилац и универзитетски професор.

## Биографија
Ор је рођен у Тел Авиву 1956. године. Његови бака и деда су емигрирали из Пољске 1930-их и дошли су у Израел као ционисти. Он је потомак истакнуте породице у којој је било неколико рабина.
Радио је као пастир, грађевинац и рестауратор.
У својим двадесетим, Ор је неколико година живео у Холандији и Индији где је проучавао медитацију и технике личног развоја. По повратку у Израел основао је центар за медитацију и терапију, као и духовну заједницу у Јерусалиму.
Студирао је филозофију и компаративну религију на Хебрејском универзитету у Јерусалиму, где је држао предавања о древној грчкој религији.
Ор је био стипендиста Универзитета у Ајови (САД), Јеврејско-хебрејског центра Универзитета у Оксфорду (Велика Британија), Литерарног колоквијума у Берлину, Фондације Валпараисо, Фондације „Хајнрих Бел”.
Године 1987 Ор дебитује са I look through the eyes of the monkey за који је добио књижевну награду „Хари Харшон” на Хебрејском универзитету.
Објавио је бројне чланке, есеје и есеје о књижевности, друштву, компаративној религији и класицима, а писао је и књижевну колумну за Хааретз.
1990. Ор је основао Хеликон друштво за унапређење поезије у Израелу. Године 1993. основао је арапско-јеврејску школу поезије Хеликон, где је развио пионирске интегрисане методологије за подучавање креативног писања. Ор је предавао у Израелу, Сједињеним Државама, Европи и Јапану. 2001. основао је Међународни фестивал поезије Схаар и радио као његов уметнички директор.
Ор је радио као главни уредник часописа Хеликон, као и низа збирки поезије објављених касније. Био је и уредник других књижевних часописа, као и неколико антологија на хебрејском и разним европским језицима.
Он је национални координатор пројекта Песници за мир који подржавају УН, оснивач Светског песничког покрета и Европског удружења програма креативног писања.
Његова дела превођена су на 45 језика.

## Награде
- Златни венац, 2020, Струшке вечери поезије[6]
- Награда „Стјепан Митров Љубиша” Град театра[1]
- Награда „Хери Харшон”, Хебрејски универзитет у Јерусалиму
- Хердерова награда
- Фулбрајтова стипендија за књижевнике[1]
- Награда премијера Израела за поезију[1][2]
- Бернстајн награда, Израел[2]
- За свој уређивачки допринос добитник је Уређивачке награде Министарства културе 2017. године.
- Неколико почасних доктората

## Дела
- Yeled (Child), Ha-kibbutz Ha-meuchad, 2018
- Al Ha-derekh (On The Road), Pardes, 2018
- Sikha (Discourse), есеји, Ha-kibbutz Ha-meuchad, 2018
- HaMamlakha (The Kingdom), роман, Ha-kibbutz Ha-meuchad, 2015
- Knafayim (Wings), Ha-kibbutz Ha-meuchad, 2015
- Shalal (Loot) Selected poems 1977–2013, Ha-kibbutz Ha-meuchad, 2013
- Masa HaMeshuga (The Madman's Prophecy), Keshev, 2012
- HaHaya SheBalev (The Animal in the Heart). Keshev, 2010
- Muzeion Hazman (The Museum of Time). Ha-kibbutz Ha-meuchad, 2007
- Shir Tahira (The Song of Tahira). Novel, Xargol, 2001.
- Yom (Day). Ha-kibbutz Ha-meuchad & Tag, 1998.
- Shir (Poem). Ha-kibbutz Ha-meuchad, 1996.
- Kakha (So!). Ha-kibbutz Ha-meuchad, 1995.
- Pidyon ha-met. (Ransoming The Dead), Helicon-Bitan, 1994.
- Panim (Faces). Am Oved, 1991.
- Ani mabbit me-‛eyney ha-qofim (I Look Through The Monkeys’ Eyes). Eqed, 1987.

### Преводи
- The Gospel of Thomas (1992),
- Limb-Loosening Desire (антологија еротске грчке поезије, 1993)
- Stories From The Mahabharata (1998)
- Lizard  – Banana Yoshimoto (1998, са Akiko Takahashi)
- To a Woman – Shuntaro Tanikawa (2000, са Akiko Takahashi)
- The Distance Between Us – Fiona Sampson (2008)
- The Song of The Salamander – Aurélia Lassaque (2014)
- Mara's Ghost – Anastassis Vistonitis (2016)
- Bitter Buckwheat – Jidi Madjia (2016)
- From The Hebrew Side - selected translations (2017)